# Штекленберг
Штекленберг (нем. Stecklenberg) — деревня в Германии, в земле Саксония-Анхальт, входит в район Гарц в составе городского округа Тале.
Население составляет 633 человека (на 18 декабря 2024 года). Занимает площадь 5,98 км².

## История
23 ноября 2009 года, после проведённых реформ, Штекленберг вошёл в состав городского округа Тале в качестве района.

## Галерея

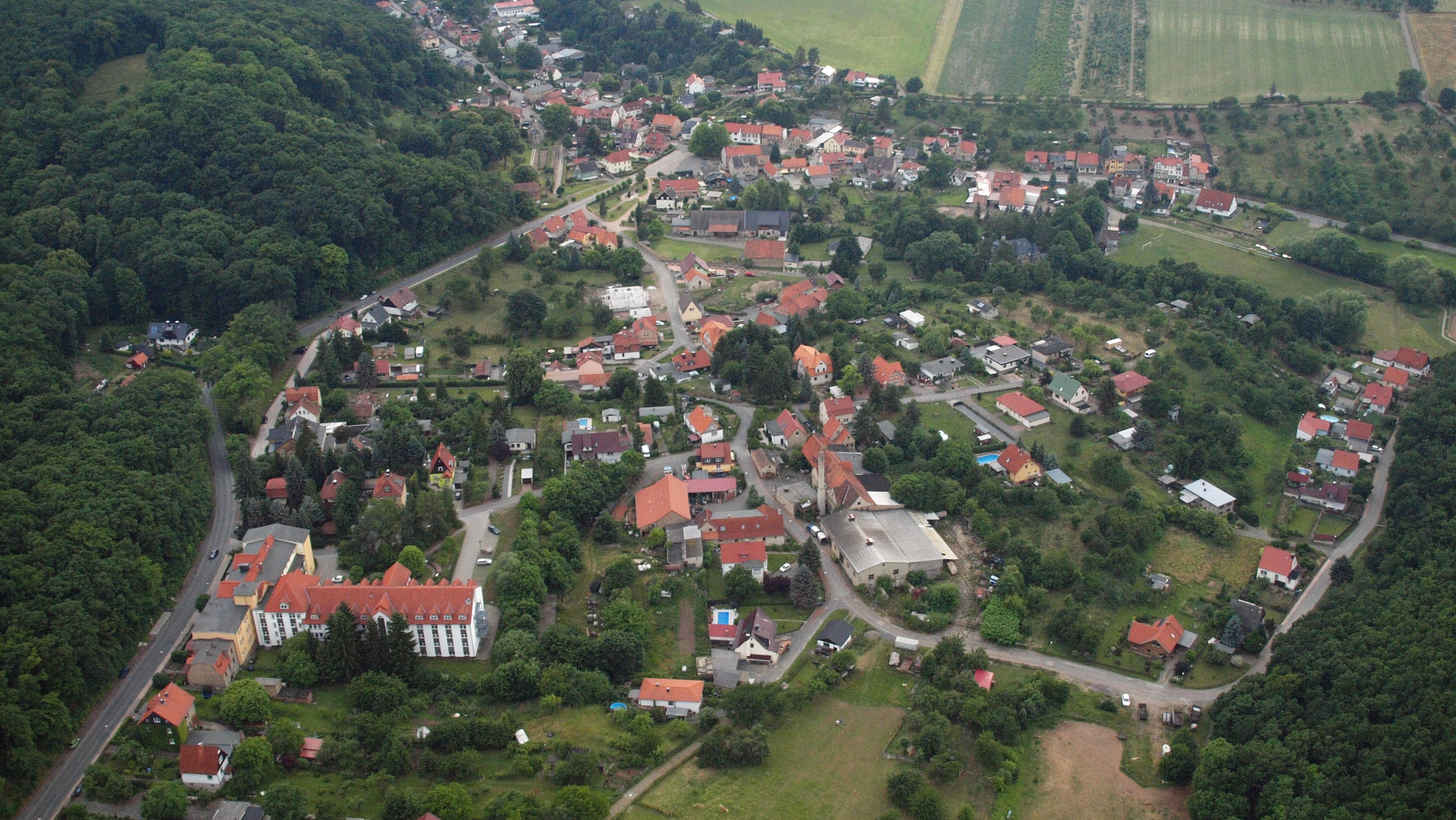
Вид на Штекленберг с воздуха
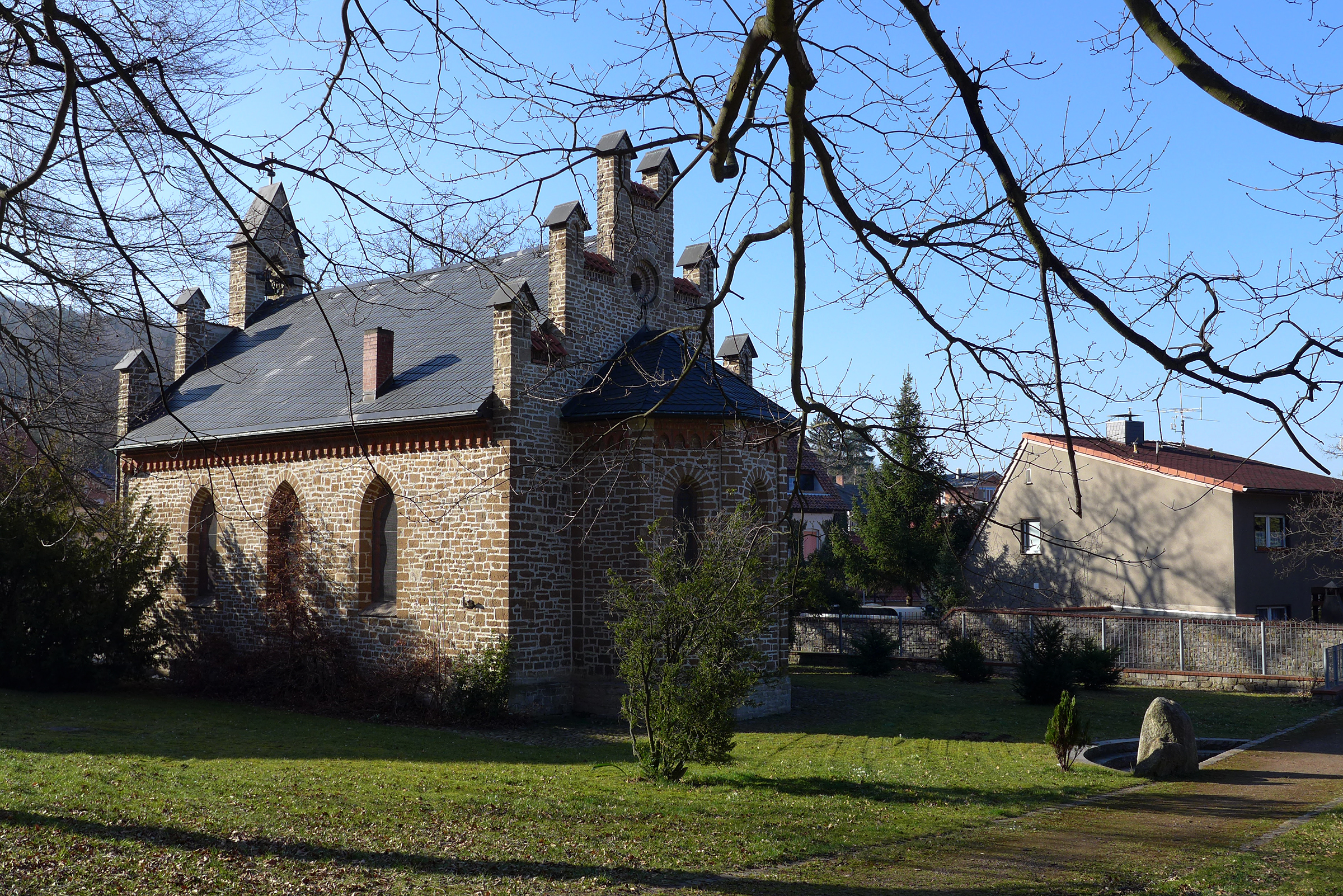
Церковь в Штекленберг
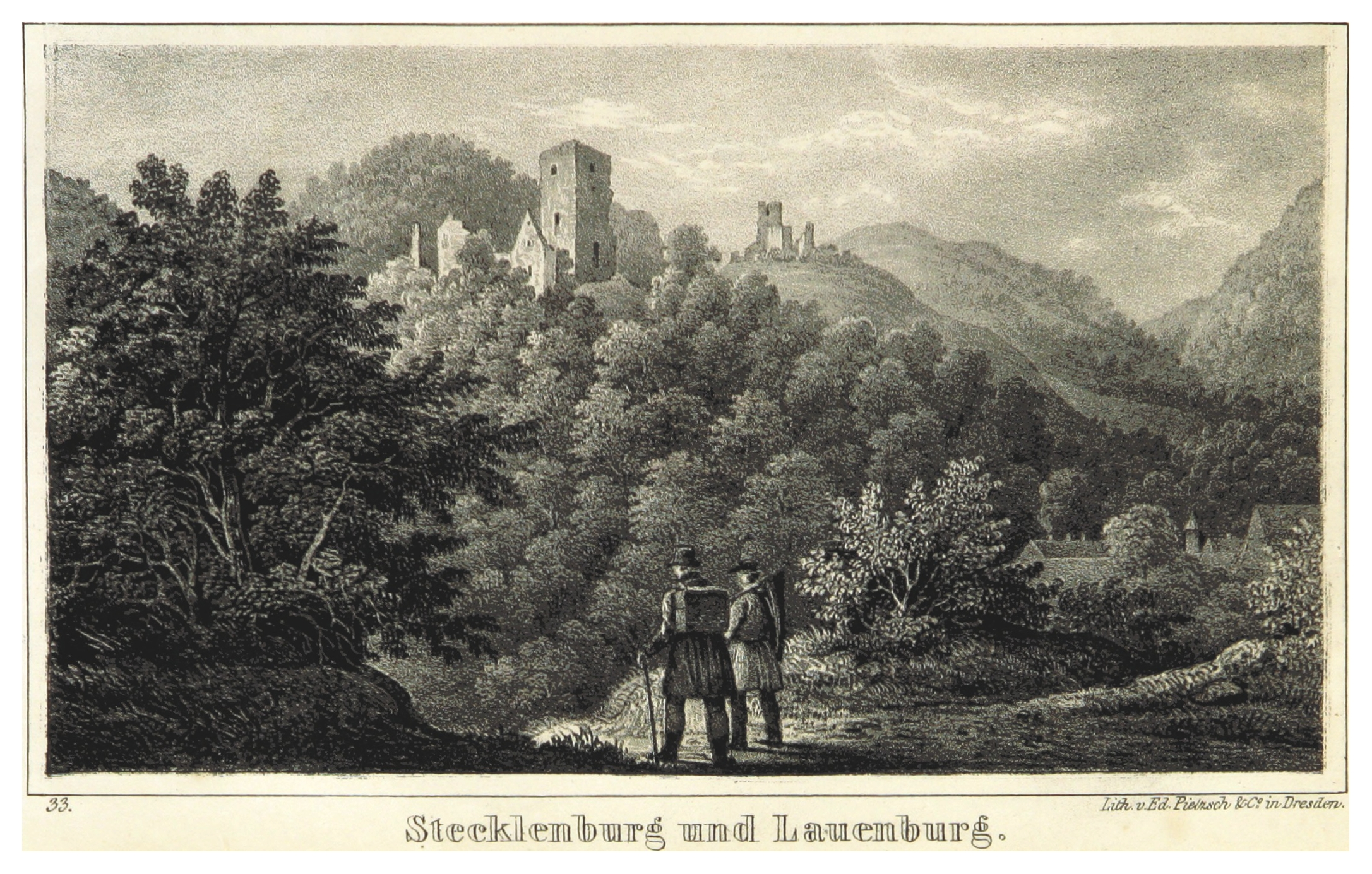
Замки Штекленбург и Лаюнбург, 1840 год
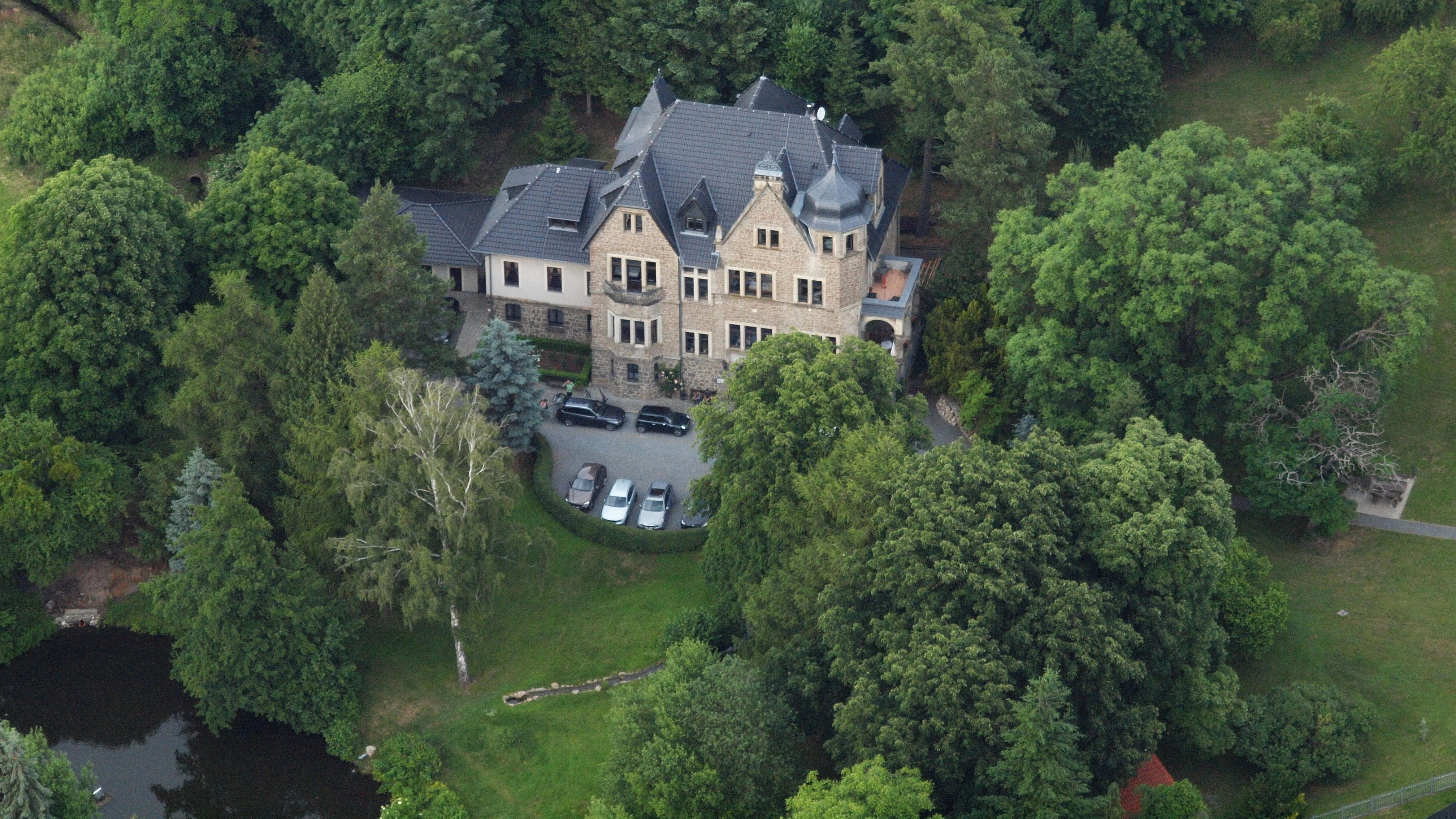
Современный замок Штекленберг с воздуха